# Persone di nome Armin
| Questa pagina contiene informazioni ricavate automaticamente dalle voci biografiche con l'ausilio del template Bio e di un bot. L'aggiornamento è periodico e automatico e ricostruisce completamente la pagina. Se manca una persona in questa lista, sei pregato di non aggiungerla, ma accertati piuttosto che la sua voce biografica contenga il template Bio e che i dati anagrafici siano correttamente compilati. Se il template Bio manca, inseriscilo tu stesso o, in alternativa, metti l'avviso {{tmp\|Bio}} che ne segnala la mancanza. Se i dati riportati sono sbagliati, correggi direttamente la voce biografica; le modifiche saranno visibili in questa lista entro pochi giorni. Per chiarimenti vedi il progetto antroponimi. La lista contiene solo le 55 persone che sono citate nell'enciclopedia e per le quali è stato implementato correttamente il template Bio. Pagina aggiornata al 16 ott 2024. |

Questa è una lista di persone presenti nell'enciclopedia che hanno il prenome Armin, suddivise per attività principale.

## Allenatori di sci alpino(1)
- Armin Bittner, allenatore di sci alpino e ex sciatore alpino tedesco (Garmisch-Partenkirchen, n. 1964)

## Architetti(1)
- Armin Meili, architetto e politico svizzero (Lucerna, n. 1892 - Zurigo, † 1981)

## Astrofisici(1)
- Armin Joseph Deutsch, astrofisico e scrittore di fantascienza statunitense (Chicago, n. 1918 - Pasadena, † 1969)

## Astronomi(1)
- Armin Otto Leuschner, astronomo statunitense (n. 1868 - † 1953)

## Attori(3)
- Armin Mueller-Stahl, attore e pittore tedesco (Tilsit, n. 1930)
- Armin Rohde, attore tedesco (Gladbeck, n. 1955)
- Armin Shimerman, attore e doppiatore statunitense (Lakewood, n. 1949)

## Bobbisti(1)
- Armin Vilas, ex bobbista e ex ostacolista austriaco (n. 1955)

## Calciatori(9)
- Armin Bačinović, ex calciatore sloveno (Maribor, n. 1989)
- Armin Gigović, calciatore bosniaco (Lund, n. 2002)
- Armin Görtz, ex calciatore tedesco (Dortmund, n. 1959)
- Armin Heidegger, ex calciatore liechtensteinese (n. 1970)
- Armin Hodžić, calciatore bosniaco (Sarajevo, n. 1994)
- Armin Romstedt, ex calciatore tedesco orientale (Frankendorf, n. 1957)
- Armin Sistek, ex calciatore norvegese (Prijedor, n. 1983)
- Armin Veh, ex calciatore tedesco (Augusta, n. 1961)
- Armin Đerlek, calciatore serbo (Novi Pazar, n. 2000)

## Canottieri(2)
- Armin Eichholz, ex canottiere tedesco (Duisburg, n. 1964)
- Kurt Seiffert, canottiere statunitense (Detroit, n. 1935)

## Cestisti(2)
- Armin Andres, ex cestista e allenatore di pallacanestro tedesco (Bamberga, n. 1959)
- Armin Sowa, ex cestista tedesco (Waake, n. 1959)

## Ciclisti su strada(1)
- Armin von Büren, ciclista su strada e pistard svizzero (Zurigo, n. 1928 - Zurigo, † 2018)

## Combinatisti nordici(1)
- Armin Bauer, ex combinatista nordico italiano (Bolzano, n. 1990)

## Conduttori televisivi(1)
- Armin Assinger, conduttore televisivo e ex sciatore alpino austriaco (Graz, n. 1964)

## Criminali(1)
- Armin Meiwes, criminale tedesco (Essen, n. 1961)

## Dirigenti sportivi(1)
- Armin Meier, dirigente sportivo e ex ciclista su strada svizzero (Rickenbach, n. 1969)

## Disc jockey(1)
- Armin van Buuren, disc jockey, produttore discografico e conduttore radiofonico olandese (Leida, n. 1976)

## Discoboli(1)
- Armin Lemme, discobolo tedesco (Packebusch, n. 1955 - Berlino, † 2021)

## Economisti(1)
- Armin Falk, economista tedesco (Bergisch Gladbach, n. 1968)

## Giavellottisti(1)
- Armin Kerer, ex giavellottista italiano (Bressanone, n. 1972)

## Hockeisti su ghiaccio(3)
- Armin Ambach, ex hockeista su ghiaccio italiano (Bolzano, n. 1981)
- Armin Helfer, ex hockeista su ghiaccio italiano (Brunico, n. 1980)
- Armin Hofer, ex hockeista su ghiaccio italiano (Brunico, n. 1987)

## Informatici(1)
- Armin Gessert, programmatore e ingegnere tedesco (n. 1963 - † 2009)

## Linguisti(1)
- Armin Pavić, linguista croato (Požega, n. 1844 - Zagabria, † 1914)

## Militari(2)
- Armin Thiede, militare e aviatore tedesco (Groß-Lipke, n. 1907 - Oštrice, † 1943)
- Armin Theophil Wegner, militare, attivista e scrittore tedesco (Elberfeld, n. 1886 - Roma, † 1978)

## Nobili(1)
- Armin di Lippe, nobile tedesco (Detmold, n. 1924 - Detmold, † 2015)

## Pallavolisti(1)
- Armin Mustedanović, pallavolista bosniaco (Brčko, n. 1986)

## Pesisti(1)
- Armin Sinančević, pesista serbo (Prijepolje, n. 1996)

## Piloti di rally(2)
- Armin Kremer, pilota di rally tedesco (Crivitz, n. 1968)
- Armin Schwarz, ex pilota di rally tedesco (Neustadt an der Aisch, n. 1963)

## Politici(3)
- Armin Laschet, politico tedesco (Aquisgrana, n. 1961)
- Armin Mohler, politico, scrittore e filosofo svizzero (Basilea, n. 1920 - † 2003)
- Armin Pinggera, politico italiano (Dornbirn, n. 1944)

## Saltatori con gli sci(1)
- Armin Kogler, ex saltatore con gli sci austriaco (Schwaz, n. 1959)

## Sciatori alpini(3)
- Armin Dornauer, sciatore alpino austriaco (n. 2000)
- Armin Eisendle, ex sciatore alpino italiano (n. 1978)
- Armin Triendl, ex sciatore alpino austriaco (n. 1989)

## Scrittori(1)
- Armin Öhri, scrittore liechtensteinese (Liechtenstein, n. 1978)

## Slittinisti(2)
- Armin Frauscher, slittinista austriaco (Innsbruck, n. 1994)
- Armin Zöggeler, ex slittinista italiano (Merano, n. 1974)

## Taekwondoka(1)
- Armin Hadipour, taekwondoka iraniano (n. 1994)

## Velocisti(1)
- Armin Hary, ex velocista tedesco (Quierschied, n. 1937)

## Senza attività specificata(1)
- Armin Niederer, ex sciatore freestyle svizzero (n. 1987)